# Słomków Suchy
Słomków Suchy [pronunciación en polaco: /ˈswɔmkuf ˈsuxɨ/] Es un pueblo en el distrito administrativo de Gmina Wróblew, dentro de Distrito de Sieradz, Voivodato de Łódź, en Polonia central. Se encuentra aproximadamente a 4 kilómetros al oeste de Wróblew, a 13 kilómetros al oeste de Sieradz, y a 65 kilómetros al oeste de la capital regional Łódź.